# Snake case
snake_case ( рус. змеиный_регистр) — стиль написания составных слов, при котором несколько слов разделяются символом подчёркивания (_) и не имеют пробелов в записи, причём каждое слово обычно пишется с маленькой буквы — «foo_bar», «hello_world» и т. д. Такой стиль написания используется для именования переменных и функций в исходном коде, и иногда для именования файлов на компьютере.

## Варианты
Существуют некоторые модификации snake_case:
- Вариант, в котором вместо символа подчёркивания используется дефис — kebab-case, или lisp-case[2]
(В компьютерном наборе следует различать несколько символов схожих по написанию, так как все они кодируются и сохраняются в памяти различными значениями кодов: дефис, минус, среднее тире, тире, дефис-минус и мягкий перенос (‐, −, -, —, -, ‐). В названии файлов и URI используется, как правило, дефис-минус, так как его проще всего набирать на клавиатуре.)
  - Вариант-модификация kebab-case, в котором каждое новое слово пишется с прописной буквы — Train-Case.
- Вариант, в котором все буквы слов пишутся в верхнем регистре — SCREAMING_SNAKE_CASE.

## Смысл метафоры
В результате применения этого стиля получаются идентификаторы_длинные_как_змея.

## Как стандарт оформления кода
Языки программирования, в которых snake_case принят за правило:
- Perl — для имён переменных, функций и методов[4]
- Python — для имён переменных, функций и методов[5]
- Ruby — для имён символов, методов и переменных[6]
- Rust — для имён переменных, функций и модулей[7]
- PHP — для имён констант[8]